# Janina Uhse
Pour les articles homonymes, voir Janina et Uhse.
Janina Uhse est une actrice allemande née le 2 octobre 1989 à Husum dans le land de Schleswig-Holstein en Allemagne.

## Biographie
Janina Uhse est surtout connue pour son rôle de Jasmin dans la série Au rythme de la vie (Gute Zeiten, schlechte Zeiten).

## Filmographie
- 2002 : Der Rattenkönig (téléfilm) : Kati
- 2003 : Die Pfefferkörner (série télévisée) : Pilar
- 2002-2003 : Die Kinder vom Alstertal (série télévisée) : Vanessa (3 épisodes)
- 2005 : Mission sauvetages (Die Rettungsflieger) (série télévisée) : Luisa
- 2003-2008 : Der Landarzt (série télévisée) Melanie 'Mel' Peschke (18 épisodes)
- 2011 : Küstenwache (série télévisée) : Sylvie Wagemann (1 épisode)
- 2016 : Unsere Zeit ist jetzt : Annika
- 2017 : Leg dich nicht mit Klara an (téléfilm) : Susie Besson
- 2017 : Commissaire Brunetti (Donna Leon) (série télévisée) : Rebecca (1 épisode)
- 2008-2017 : Au rythme de la vie (Gute Zeiten, schlechte Zeiten) (série télévisée) : Jasmin Flemming (330 épisodes)
- 2017 : High Society (de) : Mäusi
- 2018 : Der Vorname : Anna
- 2018 : Unsere Jungs (téléfilm) : Katja
- 2020 : La folie des hauteurs Netflix